# Skylark (fusée-sonde)
Pour les articles homonymes, voir Skylark.

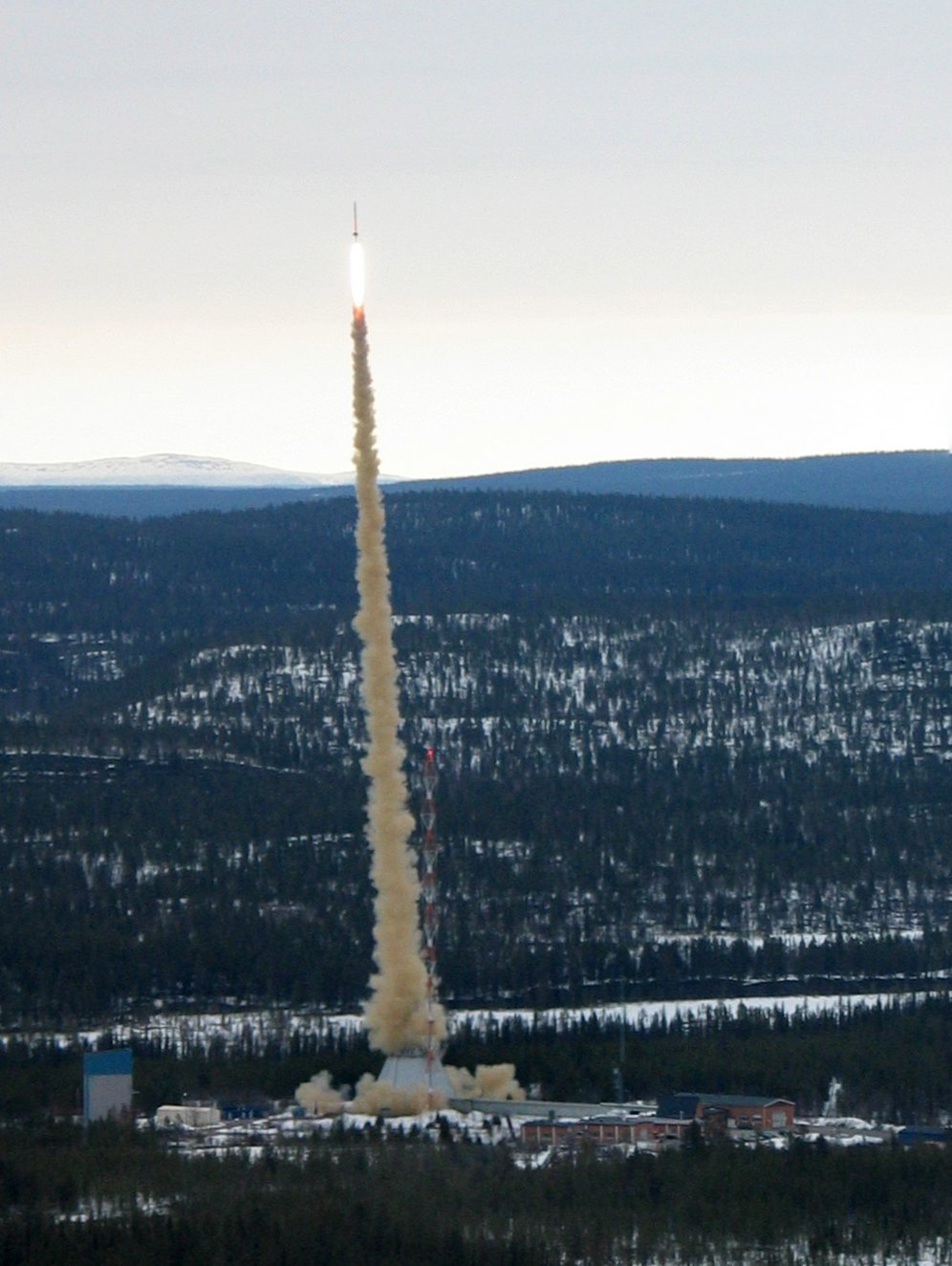
Dernier tir d'une fusée-sonde Skylark depuis la base de lancement d'Esrange (Suède) en 2005.

Skylark est une famille de fusées-sondes à propergol solide développée dans les années 1950 par le Royaume-Uni. Elle a été utilisée pour réaliser des expériences scientifiques dans la haute atmosphère par ce pays mais également par la NASA, l'ESRO et les agences spatiales de la Suède et de l'Allemagne. Plusieurs versions ont été développées permettant de lancer pour les premiers modèles 45 kg à une altitude maximale de 200 km et pour les modèles les plus puissants 200 kg à 575 km. Elle a été lancée à 441 exemplaires entre 1957 et 2005 depuis différents sites tels que Woomera, Esrange. Salto di Quirra et Andoya. En 2020, un projet de fusée suborbital nommé Skylark L est en développement.

## Historique

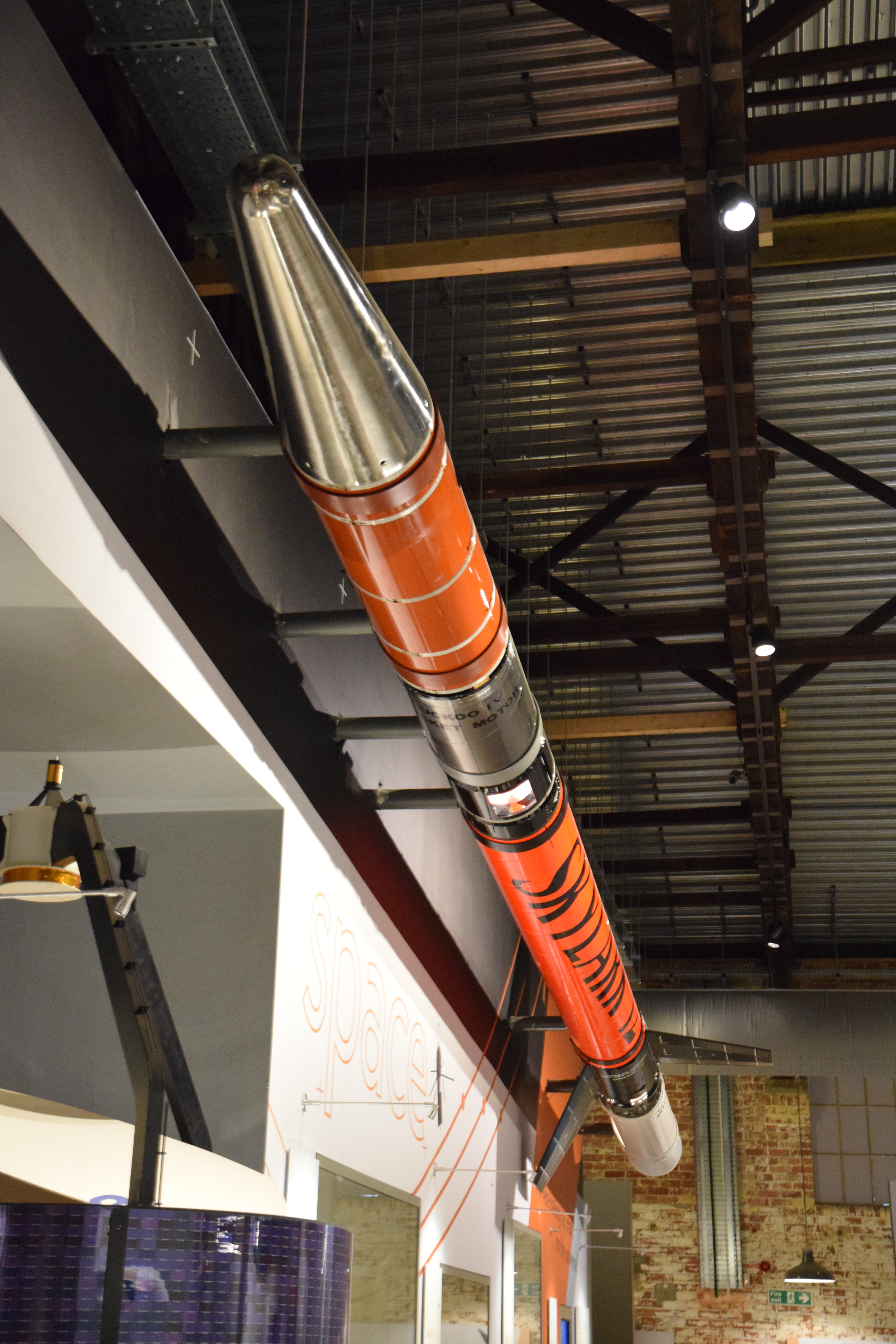
Une Skylark dans un musée à Bristol.

Vers la fin de la Seconde guerre mondiale, l'ingénieur britannique Desmond King-Hele du Royal Aircraft Establishment, principal laboratoire de recherche aéronautique du Royaume-Uni à l'époque, définit les principales caractéristiques d'une fusée destinée à emporter des instruments pour étudier les couches supérieures de l'atmosphère. Le développement de  Skylark résulte d'une commande passée par la Royal Society pour l'Année géophysique internationale de 1957 dont les travaux nécessitaient de disposer de fusées-sondes afin d'étudier la haute atmosphère. Skylark, basé sur les travaux de King-Hele, est le fruit d'une collaboration entre le Royal Aircraft Establishment et le Rocket Propulsion Establishment (en) pour le système de propulsion. La conception de la fusée-sonde est figée en 1955 et le premier modèle est testé à Woomera (Australie), deux années plus tard. La version originale, mono-étage, utilise un bloc de poudre Raven et permet de lancer une charge utile de 45 kg à l'altitude maximale de 200 km. Après trois tirs tous réussis, la fusée-sonde est déclarée opérationnelle.
Une version bi-étages comportant un accélérateur Cuckoo vole pour la première fois en 1960 et permet de porter la charge utile à 150 kg pour la même altitude plafond. À compter de 1964 la Skylark est utilisée par le Conseil européen de recherches spatiales (ESRO) qui effectue ses lancements depuis Esrange (Suède) et Salto di Quirra (Sardaigne, Italie). Un nouvel accélérateur Goldfinch est mis en œuvre pour la première fois en 1968 et permet de hisser une charge de 100 kg à une altitude de 380 km. L'ESRO, qui a utilisé 82 exemplaires de la fusée-sonde, est dissoute en 1972 pour donner naissance à l'Agence spatiale européenne. Cette réorganisation met fin à l'utilisation de la Skylark par l'agence européenne. Désormais celle-ci n'est plus mise en œuvre que par le Royaume-Uni et l'Allemagne de l’Ouest (depuis 1970 pour cette dernière). L'étage Raven a été régulièrement amélioré et la version mono-étage peut lancer 200 kg à une altitude de 210 km. Une version à trois étages (Skylark 12), qui restera la plus puissante, effectue son premier vol en 1976. Elle permet de lancer 200 kg à 575 km d'altitude.
En 1979, les responsables au Royaume-Uni décident de mettre fin à l'activité des fusées-sondes car les charges utiles légères, qui justifient leur emploi, devraient selon les responsables de la NASA pouvoir être désormais embarquées à des coûts réduits à bord de la navette spatiale américaine dont le premier vol est programmé à courte échéance. En conséquence le gouvernement britannique confie met fin à sa fabrication et confie la commercialisation des exemplaires restants à une division de British Aerospace (devenue Matra Marconi Space par la suite), qui la cède à son tour en 1999 à la petite société Sounding Rocket Services dont le siège se trouve à Bristol. Le dernier tir d'une fusée-sonde Skylark est effectué depuis la base de lancement d'Esrange (Suède) le 2 mai 2005 et lance une charge utile MASER 10 emportant 5 expériences de l'Agence spatiale européenne.

## Caractéristiques techniques
La première version de la fusée-sonde Skylark, non guidée et stabilisée par rotation, comporte un seul étage Raven brûlant du perchlorate d'ammonium, un propergol solide. Dans ses premières versions, la fusée-sonde, du fait de la poussée modérée (ramené à la masse) de son propulseur, a une accélération faible et est donc sensible durant les premiers moments du vol au vent. Aussi est-elle tirée depuis une tour de lancement de 25 mètres de haut et de 30 tonnes dont l'orientation peut être modifiée d'une dizaine de degrés selon deux axes. L'introduction en 1968 de l'accélérateur Goldfinch capable de fournir une impulsion totale de 700 kNs en 4 secondes, permet d'utiliser une rampe de lancement courte.
| Caractéristiques            | Version originale | 1                | 3                | 6                | 7                | 12               |
| --------------------------- | ----------------- | ---------------- | ---------------- | ---------------- | ---------------- | ---------------- |
| Premier vol                 | 1957              | 1966             | 1965             | 1968             | 1975             | 1976             |
| Accélérateur                | -                 | -                | Cuckoo           | Goldfinch II     | Goldfinch II     | Goldfinch II     |
| Étage principal             | Raven I           | Raven VIII       | Raven VI         | Raven VI         | Raven XI         | Raven XI         |
| Dernier étage               | -                 | -                | -                | -                | -                | Cuckoo II ou IV  |
| Performances                |                   |                  |                  |                  |                  |                  |
| Masse charge utile          | 45 kg             | kg               | kg               | 100 kg           | 200 kg           | 200 kg           |
| Altitude maximale           | 210 km            | km               | km               | 380 km           | 400 km           | 575 km           |
| Caractéristiques techniques |                   |                  |                  |                  |                  |                  |
| Masse (hors CU)             | > 900 kg          |                  | ... kg ?         |                  | 1 700 kg         | 1 935 kg         |
| Diamètre                    | 44 cm             | 44 cm            | 44 cm            | 44 cm            | 44 cm            |                  |
| Longueur (hors CU)          | 7,6 m             | 9,15 m.          |                  |                  | 7,94 m           | 9,25 m           |
| Propergol                   | propergol solide  | propergol solide | propergol solide | propergol solide | propergol solide | propergol solide |
| Poussée au décollage        | 50 kN             |                  |                  |                  |                  |                  |
| Durée combustion            | ~30 s.            |                  |                  |                  |                  |                  |

## Utilisation
| Caractéristiques | Royaume-Uni | NASA           | ESRO                                                                                | Allemagne | Suède       |
| ---------------- | --- | -------------- | ----------------------------------------------------------------------------------- | --- | ----------- |
| Premier vol      | 1957 | 1961           | 1964                                                                                | 1970 | 1973        |
| Dernier vol      | 1988 | 1965           | 1972                                                                                | | 2005        |
| Nbre             | 267 | 4              | 82                                                                                  | > 78 | > 10        |
| Site             | Woomera : 248 Kiruna : 2 Andoya : 10 Aberporth (Royaume-Uni) : 2 El Arenosillo (Espagne) : 2 Mercedes (Argentine) : 2 | Woomera : 4    | Kiruna : 22 Salto di Quirra : 54 Woomera : 6                                        | Kiruna : > 49 Andoya > 13 El Arenosillo (Espagne) : > 10 Barreira do Inferno (Brésil) : 3 Salto di Quirra : 2 Woomera : 4 | Kiruna > 10 |
| Type missions    | Ionosphère : 79 Aéronomie : 49 Astronomie X : 49 Astronomie solaire 28 Technologie : 9 Astronomie UV : 8 Aurores : 5  | Astronomie : 4 | Ionosphère : 22 Aéronomie : 11 Aurores : 11 Astronomie solaire : 6 Astronomie X : 5 | |             |